# フェアチャイルド・ドルニエ 728

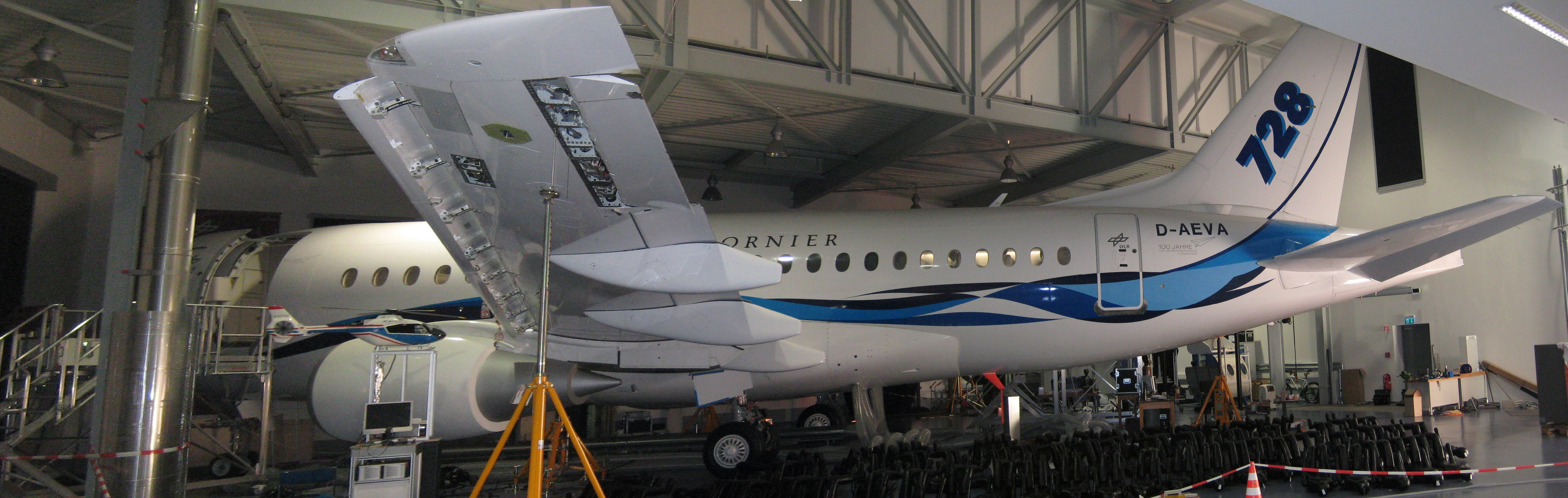
フェアチャイルド ドルニエ 728 プロトタイプ TAC 01

フェアチャイルド・ドルニエ 728 (Fairchild-Dornier 728) は、ドイツのフェアチャイルド・ドルニエ社が開発していた地域コミューター双発ジェット旅客機である。航空会社から強い引き合いがあり、実機3機が完成していたが、メーカーが2002年4月に経営破綻したため、量産されなかった。

## 概要
ドルニエはリージョナルジェット市場にドルニエ 328JETを投入していたが、ターボプロップエンジンをジェットエンジンに変えただけで目新しさがなかった。そこで本格的な形状のリージョナルジェットを開発することになり、いくつかの派生型が検討されていたが、そのうち70～85席クラスのフェアチャイルド・ドルニエ 728JETが開発されることになった。構想は1997年11月に発表され、ドイツのルフトハンザ航空から60機の確定発注と60機のオプションの契約を受けたほか、スイスのクロスエアからも評価を受けたほか、他の航空会社からも興味を集める事に成功した。
2002年3月21日に公式ロールアウトし、計画では2002年の夏ごろに初飛行し、2003年中ごろにはルフトハンザシティー航空（ルフトハンザ航空の子会社）に引き渡されることになっていた。また、フェアチャイルド・ドルニエ 728が路線就航後には、胴体延長型で95～110席級のフェアチャイルド・ドルニエ 928が2005年ごろに就航させるはずであった。また逆に胴体短縮型で55～65席級のフェアチャイルド・ドルニエ 528については、発注がなかったため凍結された。いずれのタイプも操縦系統を共通化したファミリー化したうえで、最新のエンジンを装着する予定であった。2002年3月までには確定発注125機、オプション契約164機を集めていた。
だが、ドルニエがアメリカ同時多発テロ事件の影響による航空業界の需要冷え込みの影響などで2002年4月2日に経営破綻したため、ルフトハンザなどの大口契約者からキャンセルされた。そのため、開発計画も一時休止された。
債権者はドルニエ社の資産を事業部門毎に分割処分され、スイスのRUAG エアロスペース社、米国のAvCraft社とM7エアロスペース社であった。新たな出資者が現われ、2003年にはフェアチャイルド・ドルニエ 728の資産受け皿会社が立ち上げられ、ドレスデン工場で728の機体構造試験が再開されたが、翌年に破産してしまい計画は宙に浮いてしまった。728の開発資産の受入先は最終的には見つからなかった。
試験機は3機製造されていたが、1号機は完成しており、2号機は未完成状態で、3号機は機体構造試験機であった。1号機は19,000ユーロでドイツ航空宇宙センターが胴体試験機として購入し、2号機は6000ユーロでドルニエの元従業員が購入したが、移動できなかったため工場でそのまま放置され、3号機はそのままドレスデンに放置されている。

## 機体仕様
以下の数値であるが、実際に飛行することはなかったため、すべて計画値である。
|                     | 528 JET                       | 728 JET                                     | 928 JET                                     |
| ------------------- | ----------------------------- | ------------------------------------------- | ------------------------------------------- |
| 全幅                | 26.26 m (86 ft 2 in)          | 27.12 m (87 ft 4 in)                        | 28.81 m (94 ft 6 in)                        |
| 後退翼角度          |                               | 23.5 度                                     | 23.7 度                                     |
| 全長                | 23.10 m (76 ft 8 in)          | 27.40 m (89 ft 9 in)                        | 31.01 m (101 ft 8 in)                       |
| 高さ                | 9.05 m (29 ft 8 in)           | 9.05 m (29 ft 8 in)                         | 9.97 m (32 ft 8 in)                         |
| 胴体幅              | 3.25 m (10 ft 8 in)           | 3.25 m (10 ft 8 in)                         | 3.25 m (10 ft 8 in)                         |
| 巡航速度            |                               | Mach 0.81                                   | Mach 0.8                                    |
| 最大速度            |                               | Mach 0.82                                   |                                             |
| 航続距離            | 2,963 km 1,600 nm             | 3,300 km 1,781 nm                           | 3,565 km 1,925 nm                           |
| 空虚重量            |                               | 20,435 kg (44,957 lb)                       | 28,530 kg (62,766 lb)                       |
| 実用上昇高度        | 11,280 m 37,000 ft            | 11,280 m 37,000 ft                          | 11,280 m 37,000 ft                          |
| 搭載エンジン (双発) | ゼネラル・エレクトリック CF34 | ゼネラル・エレクトリック CF34-8D1 (55.6 kN) | ゼネラル・エレクトリック CF34-10D (75.6 kN) |
| 最大乗客数          | 63                            | 80                                          | 110                                         |
| 操縦乗員            | 2                             | 2                                           | 2                                           |